# 圣雷蒙德博物馆
圣雷蒙德博物馆（法語：Musée Saint-Raymond）是图卢兹的一座考古博物馆，位于圣塞宁广场，成立于1892年4月24日，保存和展示从史前到中世纪早期的考古收藏品，主要来自凯尔特人、罗马人和早期基督教时期，大部分来自图卢兹地区。。
该处最初是一个墓地，可追溯到4世纪，靠近圣塞宁圣殿，沿罗马古道两侧延伸。11世纪，这里建立穷人和朝圣者的医院，服务于圣雅各之路上的朝圣者。13世纪，该建筑一度改为异端监狱。1249年，宗教裁判所将该建筑送给圣塞宁修道院院长，以感谢他为捍卫信仰所作的贡献，于是该建筑成为圣雷蒙德大学贫穷学生的宿舍，直到法国大革命。13世纪末大火之后，1523年圣雷蒙德大学建造目前的建筑，1836年，图卢兹市买下这座建筑，用于各种功能，如马厩和兵营。最终在1891年成为博物馆。